# Chevrolet Impala
Chevrolet Impala je automobil střední třídy, který od roku 1958 vyrábí americká automobilka Chevrolet. Původně byla nejvyšším modelem automobilky. Tento post ale získal v roce 1965 typ Caprice. Poprvé se jméno Impala objevilo na studii General Motors Motorama 1956.

## První generace

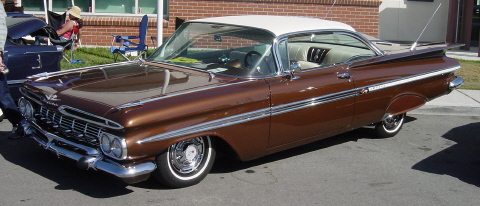
model 59

Vyráběla se do roku 1960. Nabízela se jako dvoudveřové kupé nebo kabriolet a čtyřdveřový sedan. Původně šlo jen o jakousi sportovní verzi odvozenou od typu Bel Air.

### Motory
- 3.9 L Blue Flame
- 4.6 L Turbo Fire V8
- 5.7 L W-series Turbo Thrust V8
- 6.7 L W-series Turbo Thrust V8

## Druhá generace
Vyráběla se v letech 1961 až 1964 v texaském Arlingtonu. Do nabídky karosářských verzí přibylo praktické kombi. Také se představil sportovní model Impala SS.

### Motory
- 3.8 L Turbo Thrift
- 4.6 L Turbo Fire V8
- 5.4 L Turbo Fire V8
- 6.7 L W-series Turbo Thrust V8

## Třetí generace

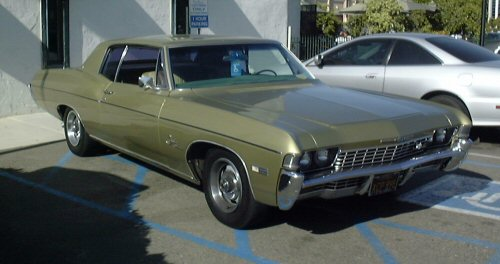
Impala model 68

Výroba probíhala již po celém území USA a to v letech 1965 až 1970. Vozy se vyráběly i v Kanadě s pravostranným řízením. Tyto byly určeny pro export do Austrálie nebo Velké Británie.

### Motory
- 4.1 L Turbo Thrift
- 4.6 L Turbo Fire V8
- 5 L Turbo Fire V8
- 5.4 L Turbo Fire V8
- 5.7 L Turbo Fire V8
- 6.5 L Turbo-Jet V8
- 6.7 L Turbo-Jet V8
- 7 L Turbo-Jet V8

## Čtvrtá generace
Vyráběla se v letech 1971 až 1976. Jednalo se o, do té doby, největší automobil střední třídy, který nabízel koncern General Motors. Prodej automobilů ale tehdy z důvodu ropné krize klesal. Tomu byl uzpůsoben i vývoj motorů. Při jejich výrobě byl kladen důraz na nižší spotřebu. Nepokračovalo se již ve výrobě sportovního typu SS.

### Motory
- 4.1 L 250
- 5.7 L Turbo Fire V8
- 6.6 L Turbo Fire V8
- 6.6 L Turbo-Jet 400 V8
- 7.4 L Turbo-Jet V8

## Pátá generace

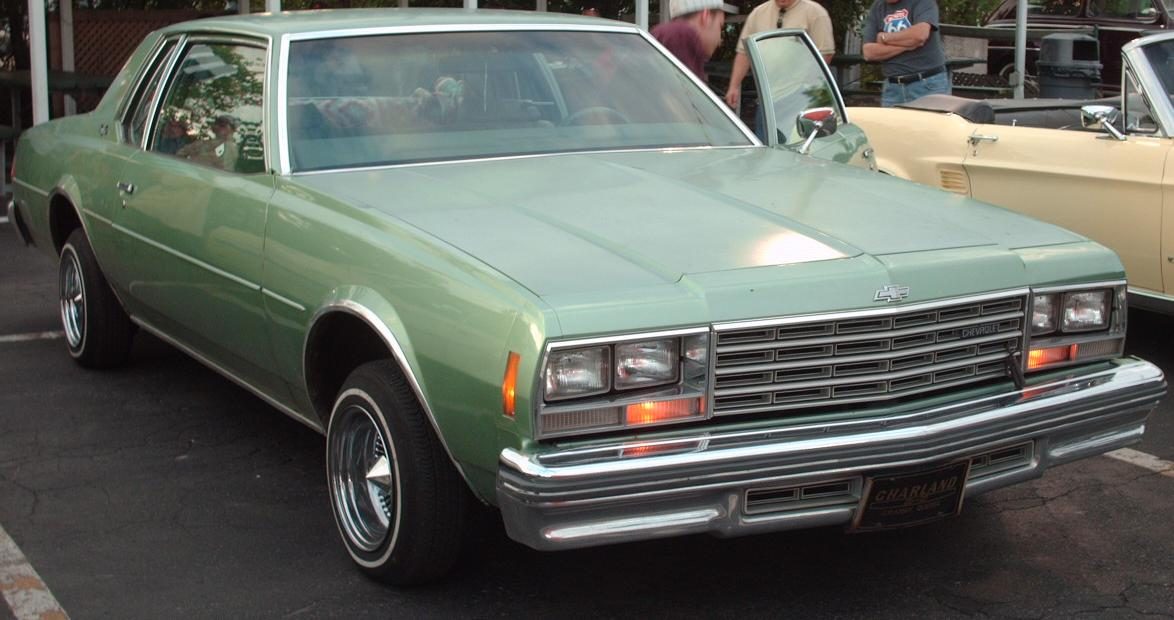
pátá generace

Vyráběla se v letech 1977 až 1985. Oproti předchůdci se zmenšily rozměry. Nepokračovalo se již ve výrobě kabrioletu.

### Motory
- 3.8 L V6
- 3.8 L V6
- 4.1 L V6
- 4.4 L small-block V8
- 5 L small-block V8
- 5.7 L small-block V8
- 5.7 L Olds diesel V8

## Šestá generace
Vyráběla se v letech 1994 až 1996 už pouze jako čtyřdveřový sedan s jediným motorem o obsahu 5,7 l. Zásadně byl oproti předchůdci změněn design. Objevilo se také ostré provedení pro potřeby policie. To neslo název Impala SS 9C1 Police package. Po skončení výroby ale opět následovala přestávka.

## Sedmá generace
Vyráběla se v letech 2000 až 2005 v kanadském Ontariu. Nahradila typ Lumina. Jednalo se o první Impalu s pohonem předních kol. Opět existovalo sportovní provedení SS, které bylo základem pro policejní speciály 9C1 a 9C3.

### Motory
- 3.4 L V6
- 3.8 L V6
- 3.8 L superchargered V6

## Osmá generace

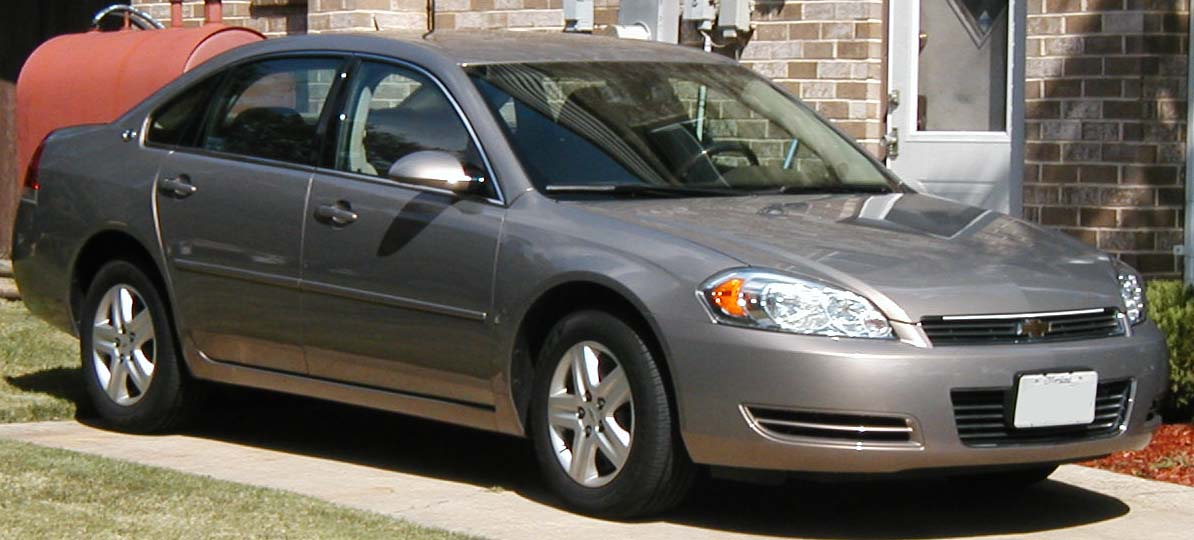
Osmá generace

Vyrábí se od roku 2006. Poprvé se představila na autosalonu v Los Angeles v roce 2005. Policejní verze 9C1 a 9C3 jsou tentokrát odvozeny od motoru 3,9 l a ne od vrcholného typu SS. U nové generace byl také kompletně předělán interiér. Nová Impala také v roce 2007 nahradila Chevrolet Monte Carlo v závodech NASCAR.

### Motory
- 3.5 L V6
- 3.9 L V6
- 5.3 L V8